# Władysław Łuszczkiewicz
Władysław Łuszczkiewicz (Cracovia, 3 settembre 1828 – Cracovia, 23 maggio 1900) è stato un pittore polacco, esponente del Romanticismo polacco, attivo nel periodo delle spartizioni straniere della Polonia.
Fu prima professore e poi rettore (tra il 1893 e il 1895) dell'Accademia di belle arti di Cracovia. Uno dei suoi migliori studenti fu Jan Matejko, eminente pittore e in seguito suo stretto collaboratore. Łuszczkiewicz insegnò pittura, disegno, anatomia e stili architettonici. Lavorò anche come restauratore di monumenti architettonici e scrisse varie trattazioni di carattere storico.

## Biografia

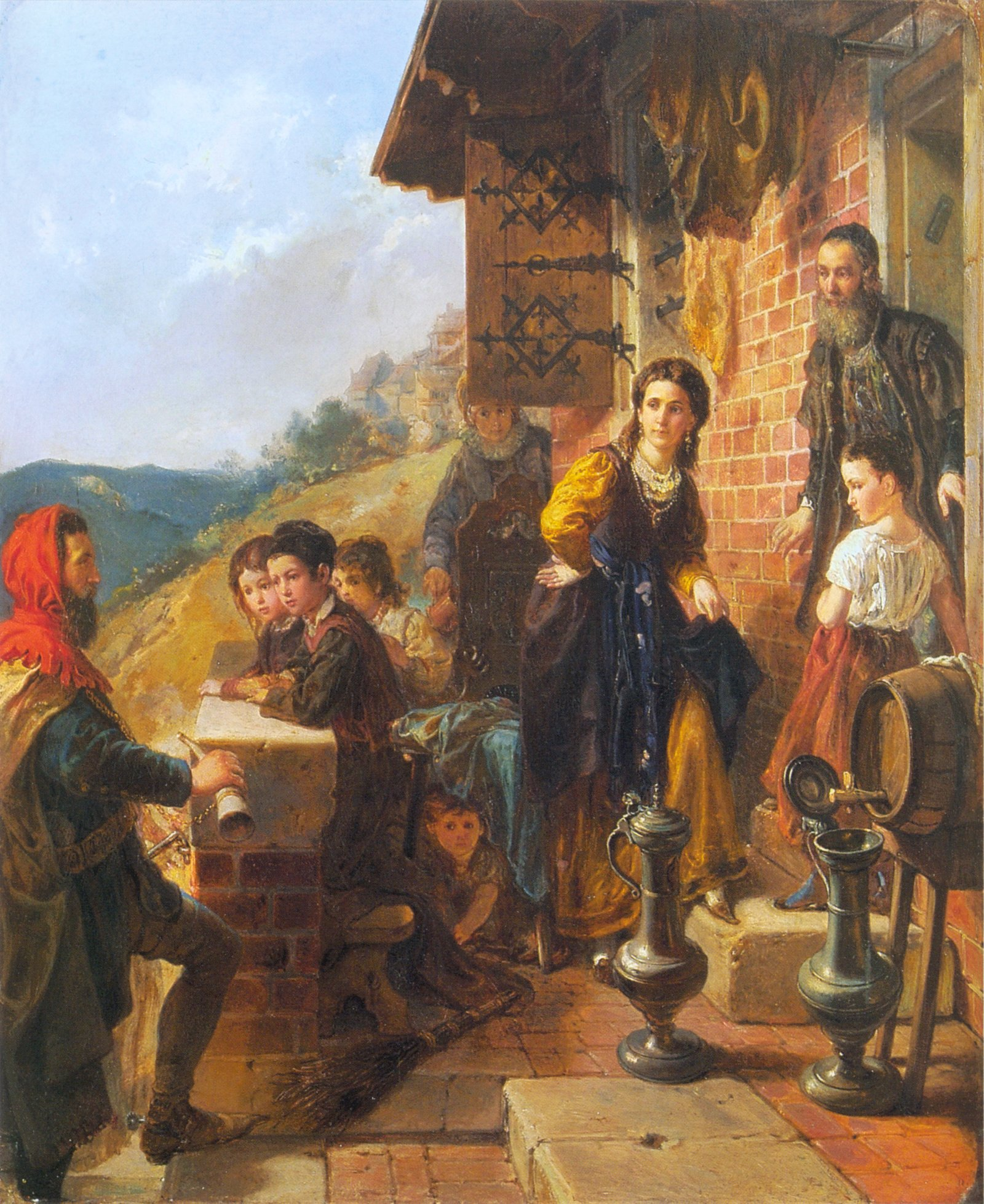
Casimiro il Grande visita Esther (Kazimierz Wielki u Esterki, 1870)

Łuszczkiewicz nacque a Cracovia nel 1828. Dopo essersi diplomato alla St Anne High School (dove insegnava suo padre Michał), frequentò il dipartimento di storia dell'Università Jagellonica e studiò anche pittura all'Accademia di belle arti, assieme a Wojciech Stattler e Jan Nepomucen Głowacki. Łuszczkiewicz fu premiato per il suo talento con una borsa di studio, che gli permise di continuare i suoi studi presso l'École des beaux-arts di Parigi, a partire dal 1849. Durante la sua permanenza in Francia, maturò anche il suo interesse per lo storicismo.
Łuszczkiewicz iniziò a insegnare arte quando era ancora uno studente. All'epoca Cracovia era sotto il dominio militare dell'Impero austro-ungarico e tutti i campi dell'istruzione venivano gravemente trascurati. Talvolta tenne gratuitamente lezioni private per gli artisti che faticavano ad affermarsi. Łuszczkiewicz fu nominato professore all'Accademia di belle arti nel 1877. Tra i suoi studenti (oltre a Matejko) ci furono i futuri luminari dell'arte polacca della Giovane Polonia, tra cui Artur Grottger, Aleksander Kotsis, Józef Mehoffer, Jacek Malczewski, Stanisław Wyspiański, Wojciech Weiss e Tadeusz Ajdukiewicz, che lui introdusse alla pittura en plein-air organizzando viaggi verso luoghi di importanza storica.
Nel 1883 divenne direttore del museo nazionale di Cracovia, mentre dal 1893 al 1895 fu rettore dell'Accademia di belle arti. I suoi dipinti di carattere storico furono una grande fonte di ispirazione per Jan Matejko, anche per la presenza di manufatti e costumi d'epoca, dei quali Łuszczkiewicz fu un grande conoscitore. Smise di dipingere verso la fine della sua vita e iniziò a dedicarsi interamente alla scrittura e alla preservazione delle opere d'arte. Come riconoscimento per il suo lavoro, nel 1900 fu insignito del titolo di dottore honoris causa dell'Università Jagellonica, ma morì prima della cerimonia di premiazione. Sposato con Malwina Ramloff dal 1858, ebbe quattro figli: Napoleon, Zofia, Wojciech Józef e Maria.